# Phytoseius delicatus
Phytoseius delicatus är en spindeldjursart som beskrevs av Chant 1965. Phytoseius delicatus ingår i släktet Phytoseius och familjen Phytoseiidae. Inga underarter finns listade i Catalogue of Life.